# 江橋氏
江橋氏（えはしし）は日本の武家のひとつ。本姓は藤原氏。秋田藩や水戸藩などに見られる。

## 秋田藩士 江橋氏
秋田藩の家臣の記録には江橋姓の藩士の系図を5家収録している。
- 『江橋氏系図』に本姓を藤原姓とする江橋氏の系図が収録されている。出羽国仙北郡角館に住まう。家紋は剣三ツ星。

文化2年7月、江橋甚四郎次雄の代に系図が作成される。
```
系譜 次正※―重次―為次一次晴一次壽一次興― 
```

- また、『江橋氏分流系図』に藤原姓の江橋氏として以下の系図を収録する。家紋は組輪之内二剣三ツ星。

文化2年7月、江橋友右衛門次因
```
系譜 次寛-次政-次因―
```

前項の分流為次の次男 次寛にはじまる。
- さらに、『江橋氏分流系図』に藤原姓の江橋氏の系図を載せる。文化2年、7月、江橋新七次任の代に秋田藩に系図が提出される。

家紋は丸二剣三星。
```
系図 高信一高房一次章一次寅一次盈一次門
```

- 別系の一族として『江橋氏系図』に以下の系図が収録されている。

```
系図 次章～次大一次暉一次任一次和一次吉―次大一次暉一次任
```

- また、『江橋氏嫡家系譜』には以下の系図を収録する。

```
系図 -重次―為次一次晴一次壽一次興―次栄―
```

## 水戸藩士 江橋氏
水戸藩士の系譜を収録する『水府系纂』にある安島氏の系図に安島七郎左衛門信可に江橋忠兵衛篤恒の女が嫁すという記録がある。

### 尊王志士・義民として活動した江橋姓の人物
- 江橋十郎　江幡とも。常陸国久慈郡谷河原村の百姓。天狗党の乱に加わるも、下総国佐倉藩の兵に捕えられ、慶応元年(1865年)2月、江戸で斬首となる。享年34。靖国神社合祀[3]。
- 江橋五衛門 茨城郡島田村の百姓。天狗党に与し、那珂湊に拠るも捕えられる。慶応元年(1865年)4月2日、武蔵国川越藩で斬首となる。享年55。靖国神社合祀[4]。
- 江橋伝三郎 茨城郡見川村の百姓。元治元年(1864年)、藤柄の戦いで捕えられ、慶応元年(1865年)6月17日、水戸の長岡原で磔刑となる。享年23。靖国神社合祀[4]。